# Winter Gold
Winter Gold (auch bekannt als FX Skiing) ist ein Wintersport-Videospiel für das Super Nintendo Entertainment System (SNES), das von Funcom entwickelt und 1996 in Europa veröffentlicht wurde. In Winter Gold können die Spieler zwischen den sechs Wintersportarten Abfahrt, Bobfahren, Freestyle-Skiing, Rodeln, Skispringen und Snowboarden wählen. Die jeweiligen Disziplinen können an den vier olympischen Austragungsorten Salt Lake City, Lillehammer, Albertville und Nagano gespielt werden, wobei Nagano im Spiel freigeschaltet werden muss. Die Spieler können zudem die Farbe des Anzugs, Helms und der Schuhe der Athleten sowie ihre Nationalität bestimmen und ihnen einen Namen geben. Es gibt einen Einzelspielermodus und einen Mehrspieler-Modus, bei dem Spieler mit bis zu sieben Spielern im Wettbewerbsmodus spielen können. Das Spiel ist in 3D gehalten und nutzt Super FX. Die Geschwindigkeit im Spiel wird in mph angegeben. 
Das Intro und der Stil des gesamten Spiels ist an das Amiga-Demo State of the Art der norwegischen Demogroup Spaceballs angelehnt, das 1992 auf der Demoparty The Party ausgezeichnet wurde. Die Musik wurde von Jeroen Tel produziert.

## Rezeption
„Zwar ist Winter Gold von der spielertechnischen Seite her gesehen absolut in Ordnung, dennoch fehlt den sechs Disziplinen das gewisse Etwas. Gemeint ist das packende Moment, das den Spieler süchtig vor den Bildschirm fesselt. Denn obwohl das Modul eine Batterie zum Abspeichern der Ergebnisse enthält, mag es nicht gerade sonderlich zum Spielmarathon motivieren.“